# 苯甲酸
苯甲酸（英語：Benzoic acid），又稱安息香酸、苄酸，結構簡式為C6H5COOH，是苯環上的一個氫被羧基（-COOH）取代形成的化合物。苯甲酸一般常作為藥物或防腐劑使用，有抑制真菌、細菌、黴菌生長的作用，藥用時通常與水楊酸合劑塗在皮膚上，用以治療癬類的皮膚疾病。可用於合成纖維、樹脂、塗料、橡膠、煙草工業。

## 歷史
苯甲酸於16世紀被發現。1556年，法國預言家諾斯特拉達姆士（Nostradamus）最早描述安息香膠的乾餾作用；後由Alexius Pedemontanus和布莱斯·德·维吉尼亚分別於1560年和1596年發現。在1875年，Salkowski發現苯甲酸的抗真菌藥力，解释了雲莓保存食品的功效。

## 生產

### 工業製備
目前工业上苯甲酸主要是通过甲苯的液相，空气氧化制取的。過程是以环烷酸钴为催化剂，在反应温度为140－160℃和操作压力0.2－0.3MPa下反应生成苯甲酸。反应后蒸去甲苯，并减压蒸馏、再结晶，即得产品。該工藝利用廉價原料，收率高，因此是工业上主要使用的方法。
美國生產量預計為每一年126000噸，其中大部分是用於國內消費，以製備其他工業用化學品。

### 歷史上的制备法
首個涉及水中三氯甲苯與氫氧化鈣反應的工業程序，使用鐵或三氯化鐵為催化劑。生成苯甲酸钙与盐酸反应即可轉化為苯甲酸。該產品含有大量的氯苯甲酸衍生物。為此，供人使用的苯甲酸要由乾餾安息香膠取得；即使發現其他的合成方法後，仍然禁止使用除乾餾安息香膠製備法外的苯甲酸其他製法。烷基取代苯衍生給出苯甲酸。
苯甲酸也可以由干馏或用碱水水解安息香胶，苯甲醛发生坎尼扎罗反应歧化，或马尿酸水解而得。

### 實驗室製備
苯甲酸便宜又容易獲得，利用苯甲酸在熱水溶解度高在冷水中的溶解度低，所以可以從水中通過結晶純化。

#### 以苯甲醛合成
苯甲醛經坎尼扎羅反應得到苯甲酸與苯甲醇，苯甲醇可通過蒸餾除去。

#### 以溴苯合成
溴苯加入格氏试剂，再先後與二氧化碳，並加入質子來源反應形成苯甲酸

C6H5Br  +  Mg(in dry ether)  →  C6H5MgBr
C6H5MgBr  +  CO2  →  C6H5CO2MgBr
C6H5CO2MgBr  +  HCl  →  C6H5CO2H  +  MgBrCl

### 以氯化苄合成
氯化苄經由鹼性的過氧化錳反應氧化形成苯甲酸:
C6H5CH2Cl  +  2 KOH  +  2 [O]  →  C6H5COOH  +  KCl  +  H2O

## 反應
苯甲酸發生在芳環或羧基處的反應：

### 芳香環反應

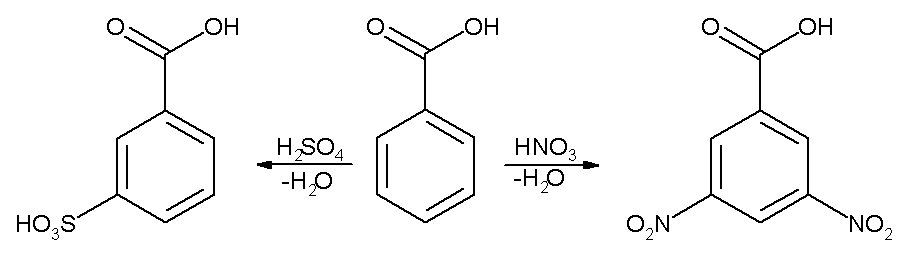
benzoic acid aromatic ring reactions

羧基是個間位定位基，因此苯環反應後，新的基團會進入羧基的間位。

### 羧基反應

benzoic acid group reactions

跟其他羧酸一樣，苯甲酸可以進行酯化等反應。

## 应用
苯甲酸及其钠盐苯甲酸钠是很常用的食品防腐剂，在酸性条件下防腐性能最强。此外苯甲酸也用作农药、染料、医药、香料、媒染剂和增塑剂的生产原料，聚酰胺树脂和醇酸树脂的改性剂及钢铁设备的防锈剂等。

## 毒性
對微生物有強烈的毒性，但其鈉鹽的毒性則很低。每公斤體重每日口服5毫克以下，對人體並無毒害。在人體和動物組織中可與蛋白質成分的甘氨酸結合而解毒，形成馬尿酸隨尿排出。苯甲酸的微晶或粉塵對皮膚、眼、鼻、咽喉等有刺激作用。即使其鈉鹽，如果大量服用，也會對胃有損害。操作人員應穿戴防護用具。需貯存於乾燥通風處，防潮、防熱，遠離火源。